# Dru Drury
Dru ou Drew Drury (Wood Lane, Londres, 4 de fevereiro de 1725 — Londres, 15 de janeiro de 1804) foi um ourives e um entomologista amador britânico.
Era filho de um próspero ourives, Dru Drury (1688-???) e de Mary Hesketh. Em 1748 passou a trabalhar na loja de seu pai, porém abandonou completamente em 1789 para dedicar-se às suas paixões que eram a entomologia, jardinagem, pesca e a fabricação de vinho.
Sua coleção apresentava 11 000 espécies diferentes das quais mais de 2 000 são britânicas. Na época, acreditava-se que o número de espécies era de 20 000, gastando mais de 4 000 libras esterlinas da época para constituir a sua coleção. Comprou coleções inteiras, como a de Margaret Cavendish, duquesa de Portland (1715-1785), esposa do segundo duque de Portland.
Drury estabeleceu uma relação de amizade com o entomologista Johan Christian Fabricius (1745-1808) quando este foi a Londres conhecer a sua coleção. Mais tarde, Fabricius dedicou-lhe uma espécie de micro-lepidoptera.
Membro ativo da Aurelian Society, correspondeu-se com Carl von Linné (1707-1778) e com William Kirby (1759-1850). Os dois naturalistas também dedicaram à Drury espécimes.
Drury publicou em 1770 o primeiro volume de suas Illustrations of Natural History dedicado aos insetos exóticos, com 240 ilustrações. O terceiro e último volume foi publicado em 1787.
Foi presidente da Sociedade dos Entomologistas de Londres de 1780 até 1782.
Após a sua morte, sua biblioteca e suas coleções foram colocadas a venda. A maior parte dos seus espécimes foram adquiridas pelos seus amigos William Kirby e Edward Donovan (1768-1837).

Ilustrações de Entomologia Exótica
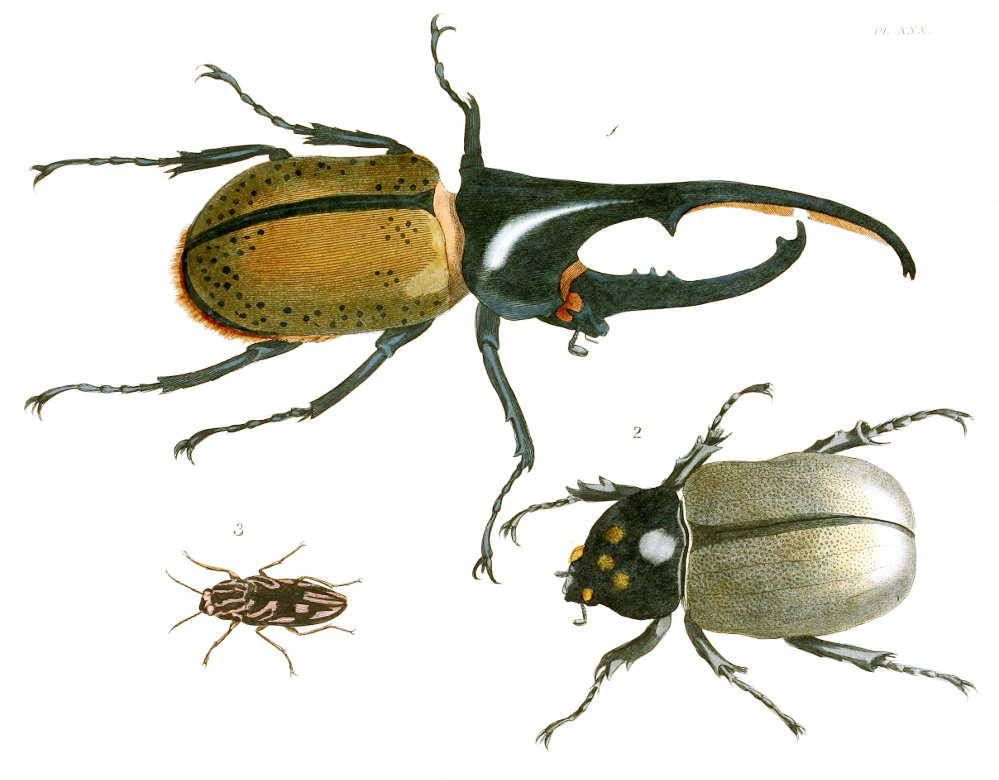
Besouro Hércules
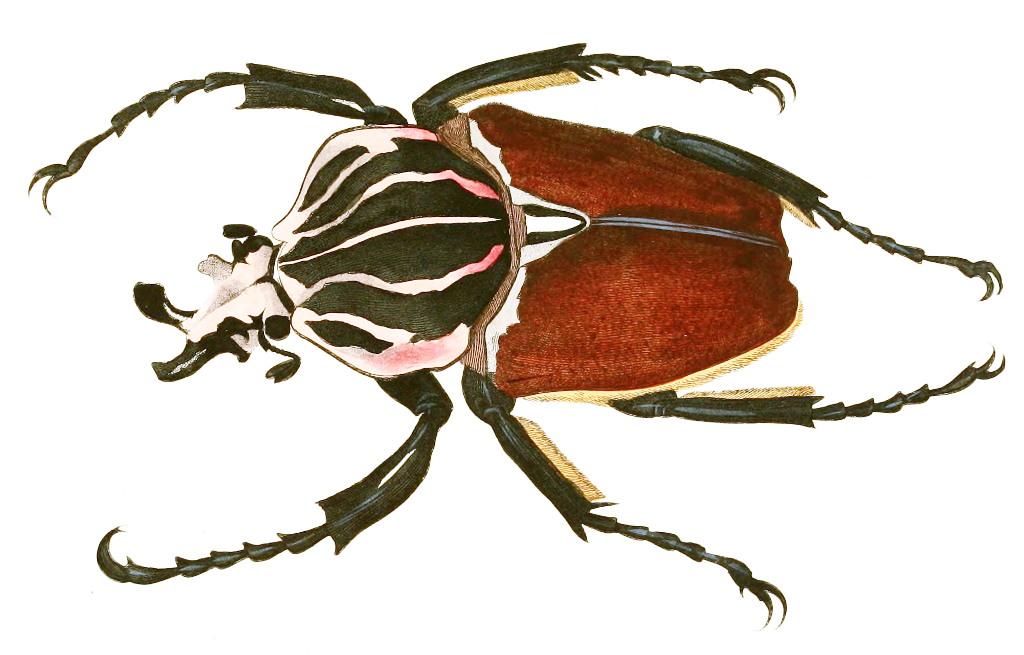
Besouro de Goliathus
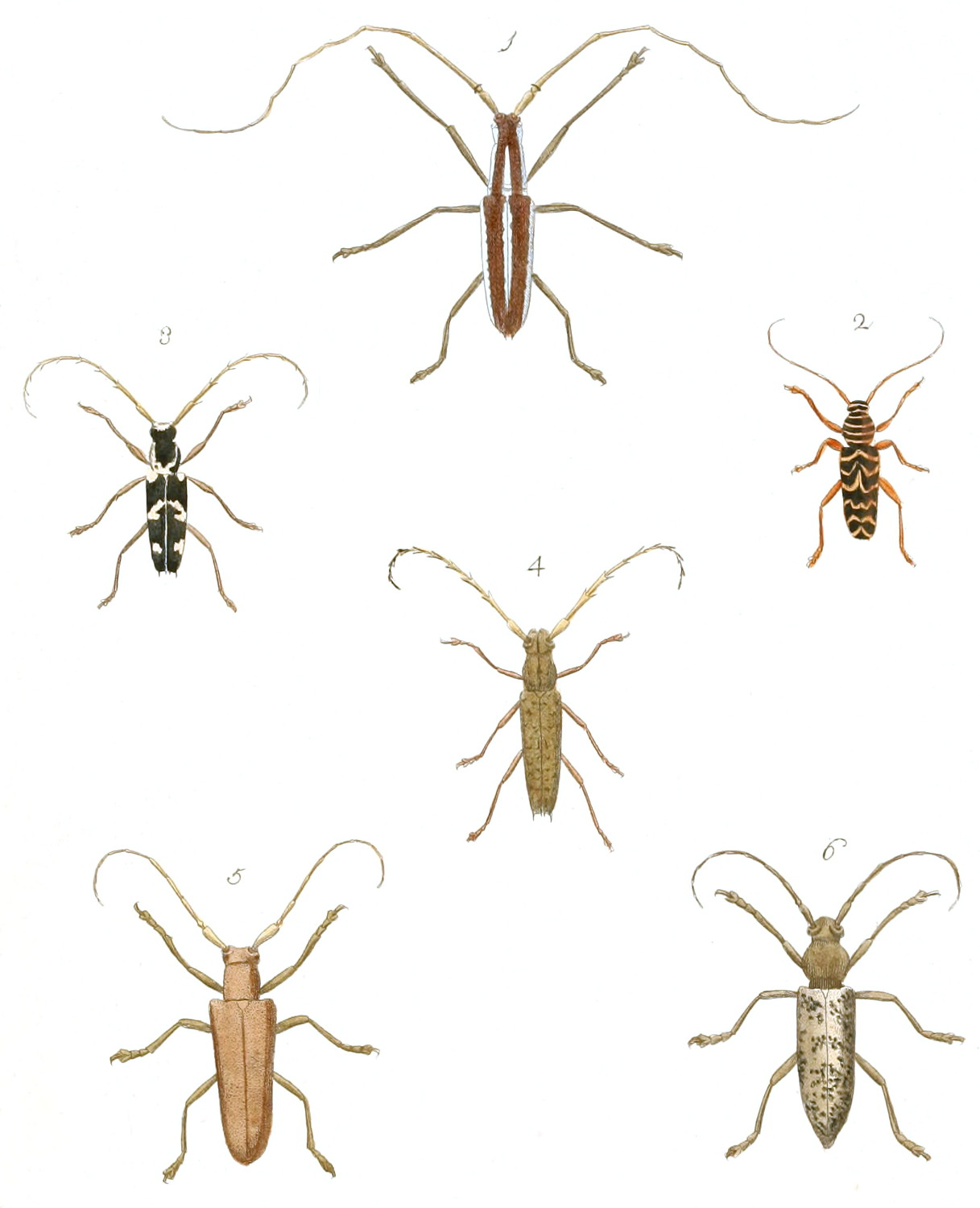
Besouros Longhorn
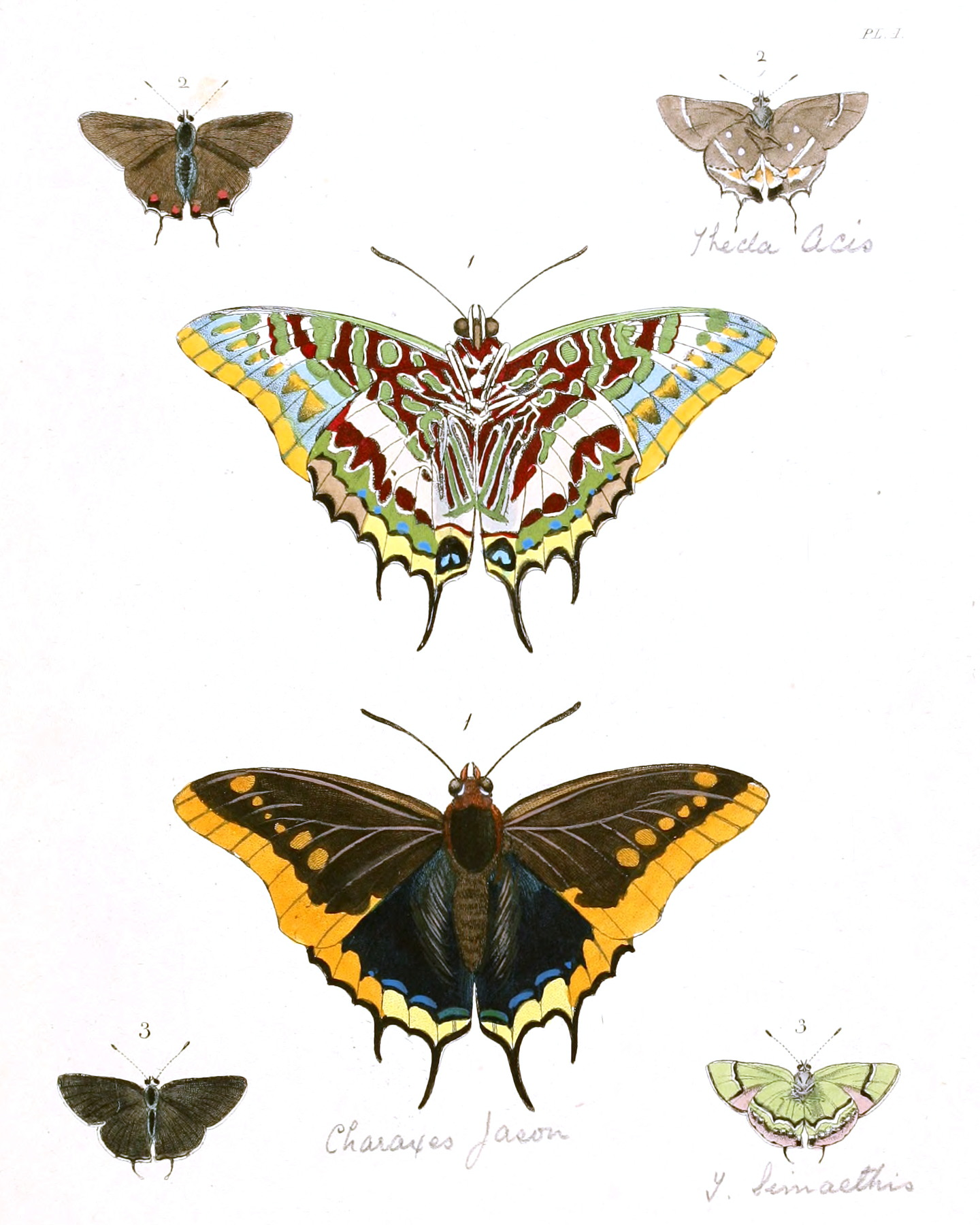
Charaxes e outras borboletas
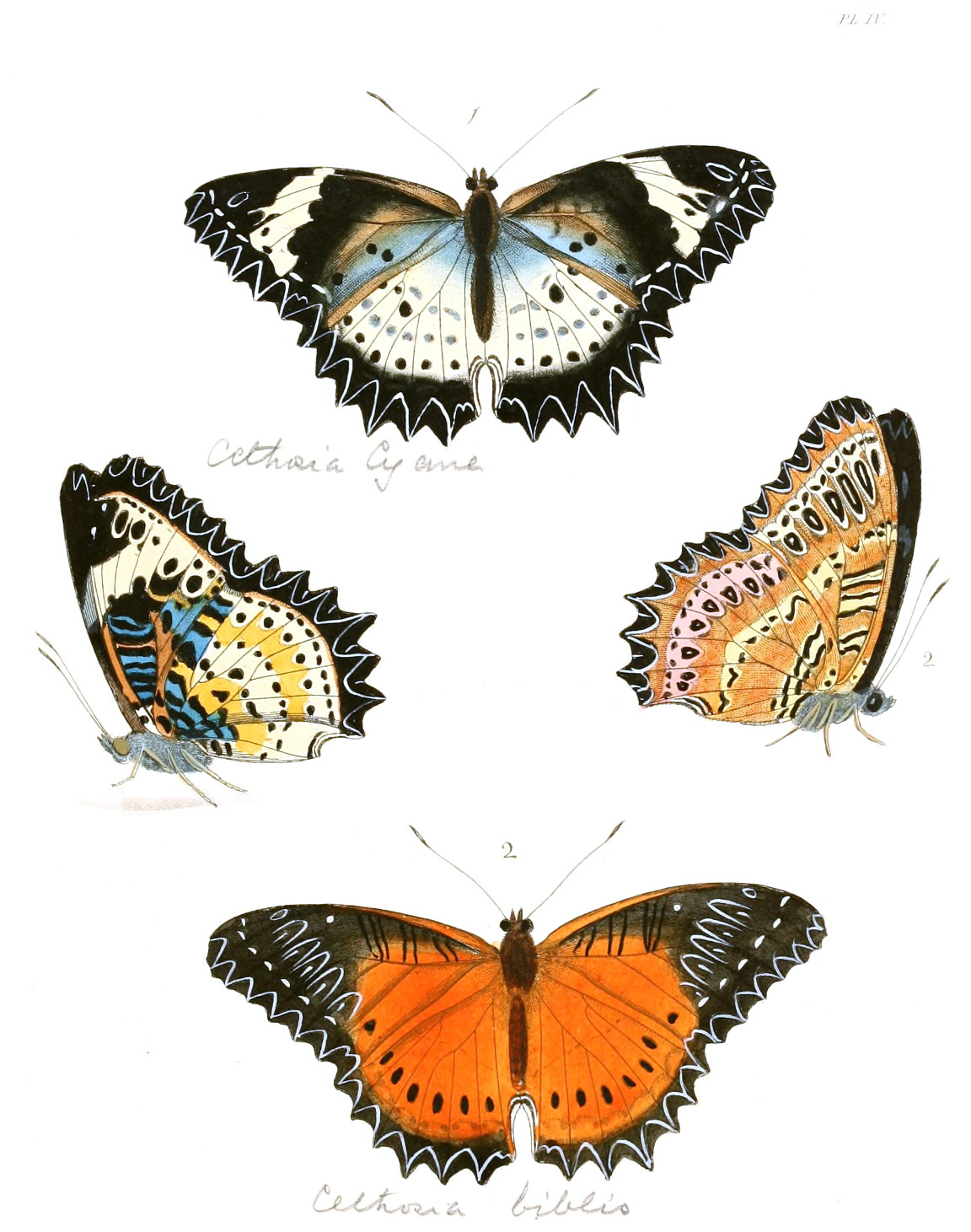
Espécies de Cethosia
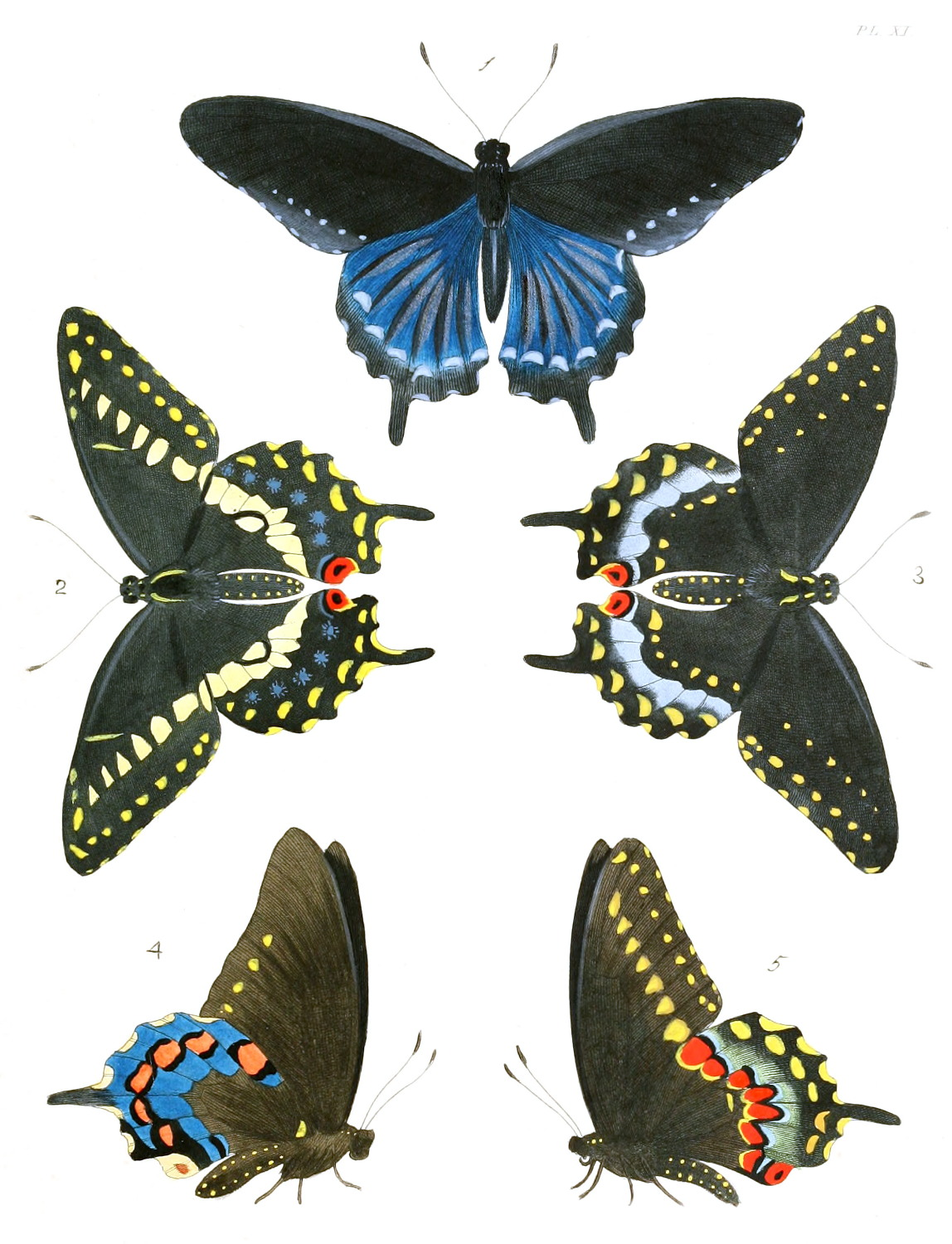
Pipevine
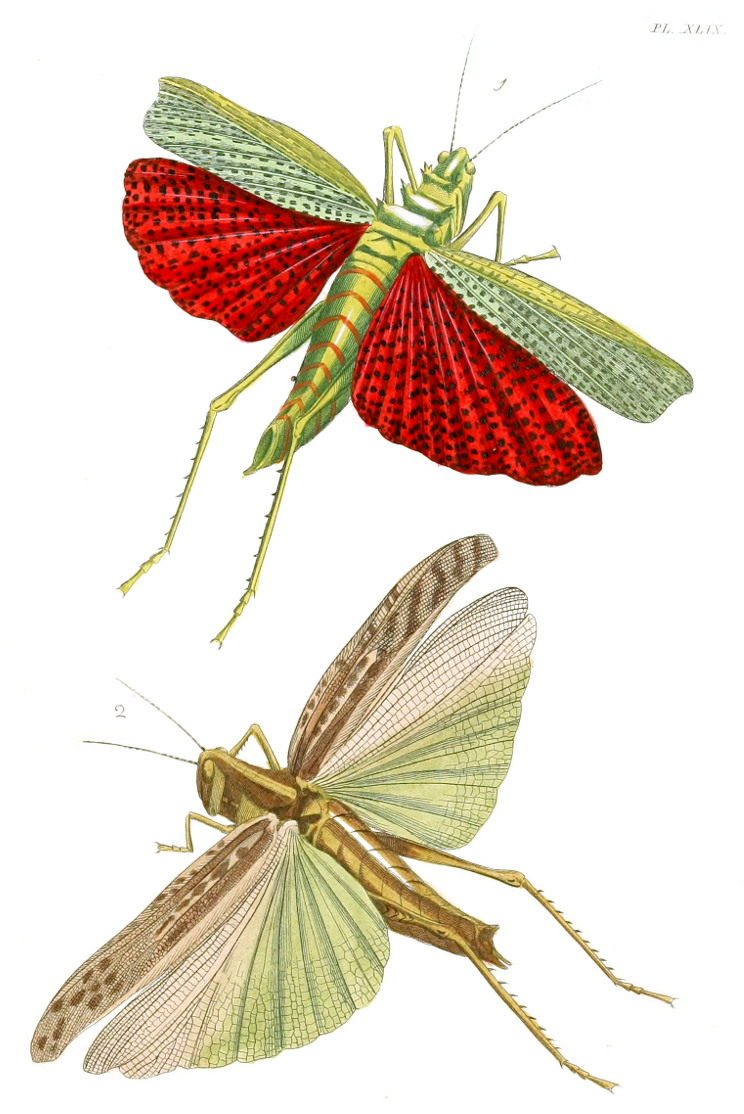
Gafanhotos
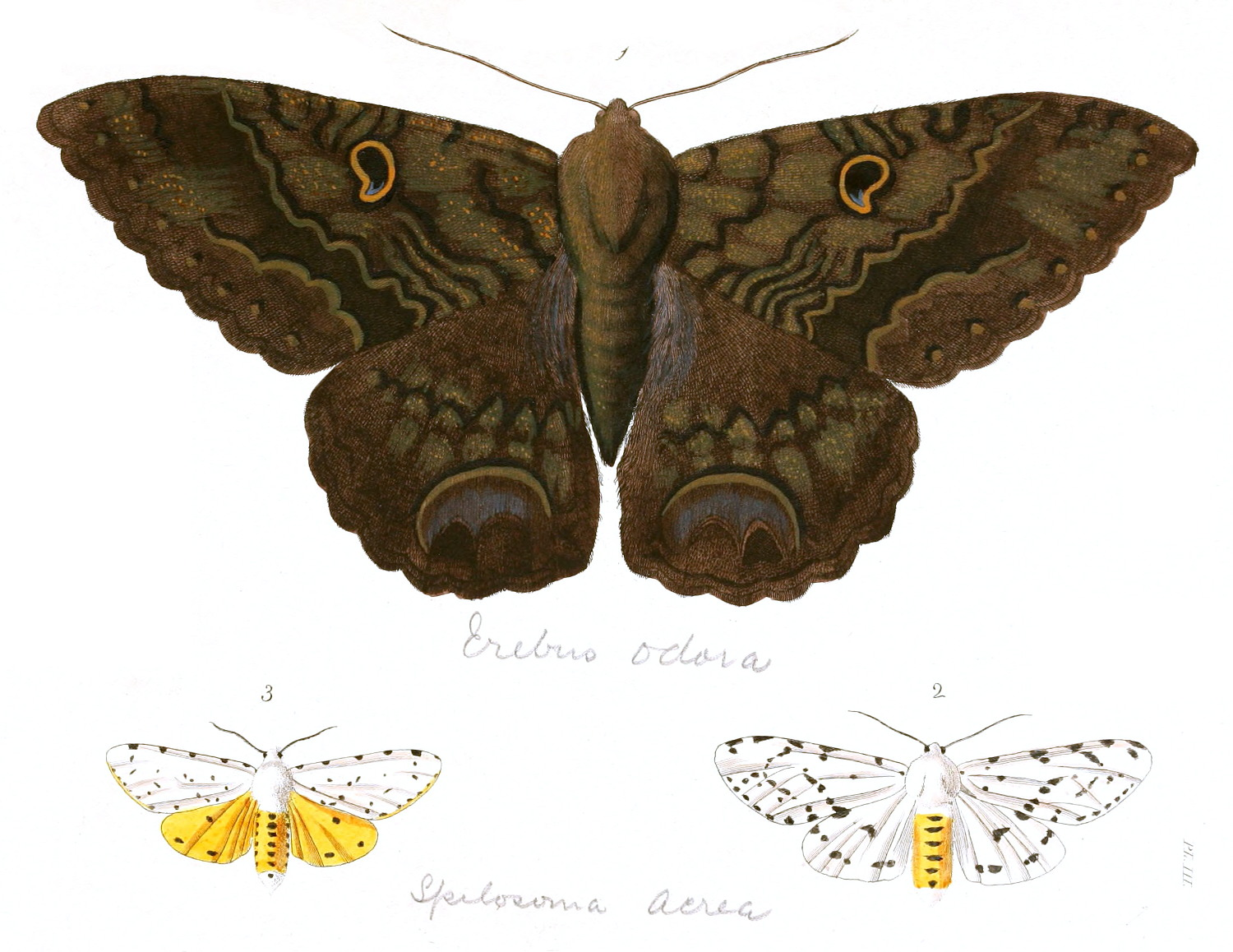
Bruxa e mariposa
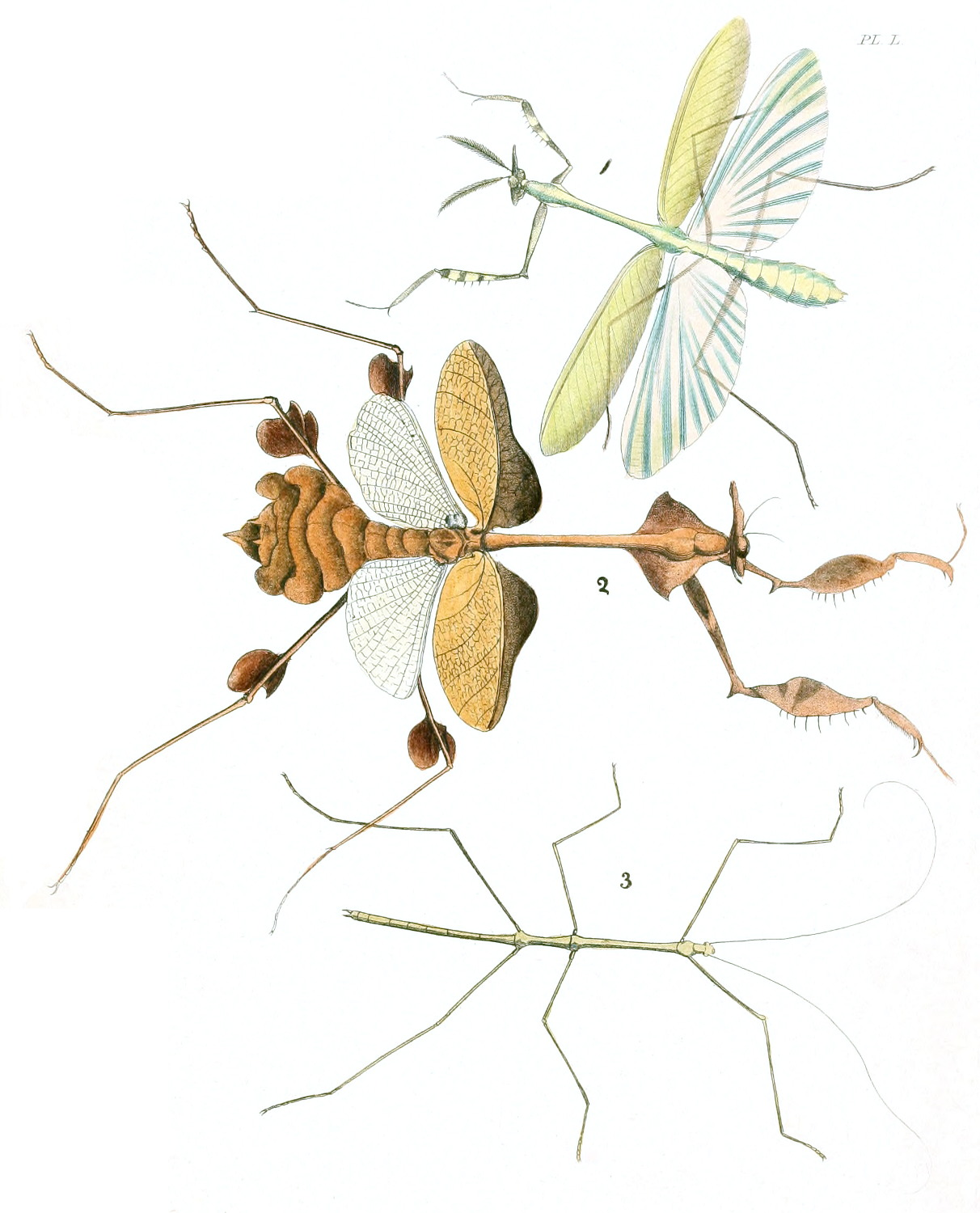
Mantids e Bicho-pau
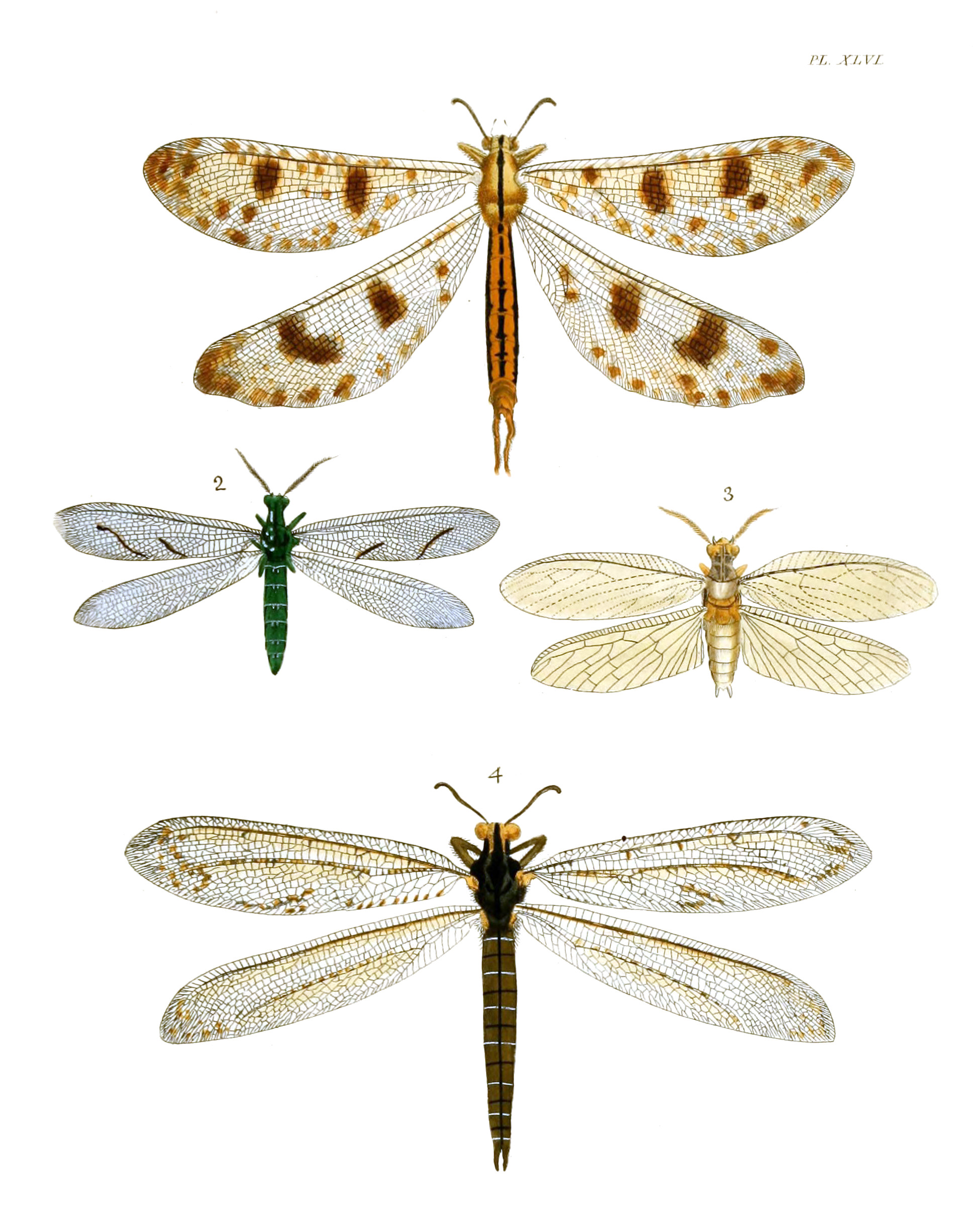
Neuroptera
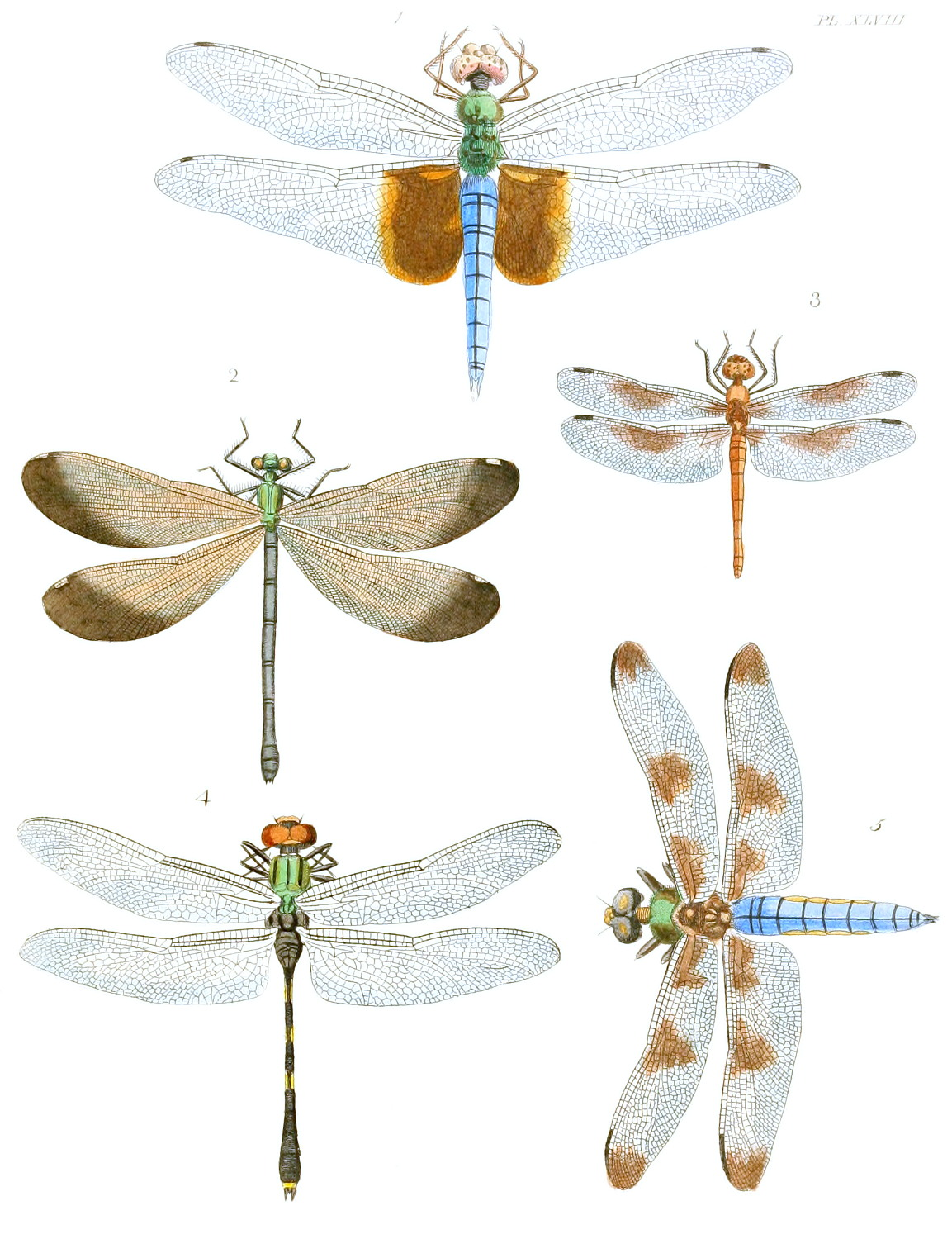
Odonata

## Fonte
- M.A. Salmon (2000), The Aurelian Legacy. British Butterflies and their Collectors. Harley Books (Colchester).